# Camilla Kur Larsen
Camilla Kur Larsen (født 3. april 1989) er en dansk professionel fodboldspiller, der spiller for Fortuna Hjørring i den danske Gjensidige Kvindeliga.

## Hæder
Vinder
- Elitedivisionen (3): 2010–11, 2011–12, 2013–14, 2015-16
- DBUs Landspokalturnering for kvinder (3): 2010–11, 2011–12, 2012–2013, 2015-16

Toere
- Elitedivisionen: (3) 2008–09, 2009–10, 2012–2013